# (2119) Schwall
(2119) Schwall ist ein Asteroid des Hauptgürtels, der am 30. August 1930 von den Astronomen Max Wolf und M. A. Ferrero an der Landessternwarte Heidelberg-Königstuhl (IAU-Code 024) entdeckt wurde.
Der Asteroid ist nach August Schwall (1877–1947), einem Observatoriums-Mitarbeiter, benannt.